# Aliatypus californicus
Aliatypus californicus es una especie de arácnido perteneciente al género Aliatypus, dentro de la familia Antrodiaetidae, del orden de las arañas.

## Distribución
La especie se distribuye por Estados Unidos.

## Taxonomía
Fue descrita científicamente por primera vez por el entomólogo estadounidense Nathan Banks en 1896. La descripción fue publicada en el artículo titulado «New Californian spiders», en la revista Journal of the New York Entomological Society, número 4, entre las páginas 88 y 91.